# Ophiopogon chingii
Ophiopogon chingii es una especie de pequeña planta perenne de la familia de las asparagáceas. Es nativa de Japón.

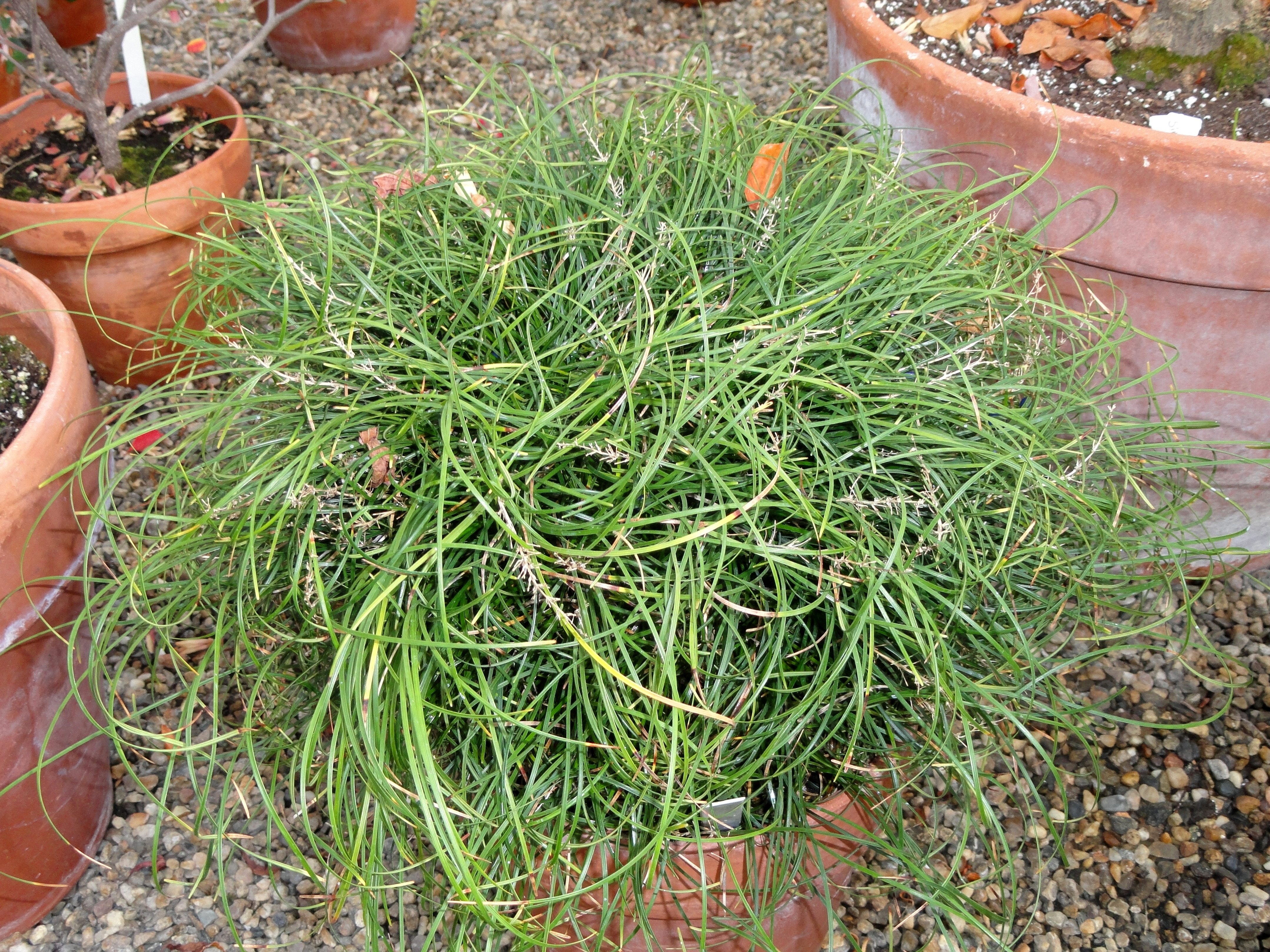
Vista de la planta

## Descripción
Crece de un corto rizoma y tiene mechones de hojas, de la que surgen flores en racimos de un el tallo corto por encima de las hojas. El follaje es rizado y verde con bayas azules en el verano. 
Esta pequeña planta puede crecer hasta los 15 cm de altura. Se encuentra comúnmente en los jardines de estilo japonés y se utiliza para bajo cubierta, debido a su textura.

## Taxonomía
Ophiopogon chingii fue descrita por F.T.Wang & Tang y publicado en Bulletin of the Fan Memorial Institute of Biology 7: 282, en el año 1937.
Etimología
Ophiopogon nombre genérico que deriva del griego ophis, "serpiente", y pogon, "barba", más probablemente refiriéndose a sus hojas.
Sinonimia
- Ophiopogon chingii var. glaucifolius F.T.Wang & L.K.Dai[5]